# Agata delle Noci
Agata delle Noci (Agata la Noce in dialetto locale) è, con 69 abitanti, l'unica frazione di Accadia, da cui dista circa 6 chilometri. La località è ubicata lungo la strada provinciale 139 che da Accadia conduce a Bovino, nei monti della Daunia.
La borgata è abitata da poche famiglie con presenza di aziende agricole o casearie a conduzione familiare.
Nel borgo sono presenti una cappella dedicata alla Madonna del Carmine e un'antica scuola rurale.